# Light verse
Light verse is een benaming voor die gedichten die een wat lichtere, meer speelse toon hebben. Drs. P ontwierp er de Nederlandse term plezierdichten voor.
De vorm kan velerlei zijn (sonnet, ballade, sextet, kwatrijn, limerick, ollekebolleke). In light verse staat het spelen met taal en versvormen centraal, de vorm wordt gethematiseerd; het is voornamelijk het onderwerp dat licht is.
Het genre wordt sinds de jaren tachtig in toenemende mate serieus genomen. Zo besteedt het literaire tijdschrift De Tweede Ronde veel aandacht aan light verse.
Gerenommeerde beoefenaars van light verse (oftewel: plezierdichters) zijn onder anderen:
- Aart & Ton
- Jan de Bas
- Frédéric Bastet
- Willem Bierman
- Catharina Blaauwendraad
- Jan Boerstoel
- Jaap van den Born
- Inge Boulonois
- Frits Criens (sr.)
- Theo Danes
- Hans Dorrestijn
- Marko Fondse
- Martin de Haan
- Quirien van Haelen (= Frits Criens jr.)
- Paul van den Hout
- Kees Jiskoot
- Michèl de Jong
- Frank Fabian van Keeren
- Simon Knepper
- Peter Knipmeijer
- Marjolein Kool
- Ko de Laat
- Coenraedt van Meerenburgh
- John O'Mill
- Drs. P
- Frank van Pamelen
- Cees van der Pluijm (pseudoniem: Paul Lemmens)
- Machiel Pomp
- Jean Pierre Rawie
- Patty Scholten
- Kees Stip
- Kees Torn
- Daan Zonderland
- Jos Versteegen (pseudoniem: Jacob Steege en Robert Alquin)
- Willem Wakker
- Ivo de Wijs
- Driek van Wissen